# Олга Полякова-Кръстева
Олга Тодорова Полякова-Кръстева е български учен, хелминтолог, член-кореспондент на БАН (1989).

## Биография
Родена е през 1932 г. в Пловдив. Основно образование завършва в немското училище в родния си град, а средно в Първа девическа гимназия в София. През 1957 г. завършва Висшия медицински институт в София. След това работи като участъков лекар. През 1960 г. започва работа в Българската академия на науките. През 1970 г. защитава дисертация за доктор, а през 1979 г. и за доктор на биологичните науки. Темата на втората дисертация е „Хелминти и черен дроб. Морфологични и патогенетични изследвания на контактната зона в системата хелминт-гостоприемник“. От 1981 г. е старши научен сътрудник I ст. Специализира в ГЕЛАН–РАН, Москва (1963), London School of Tropical Medicine (1966), Middlesex Hospital, Лондон (1966), Royal Postgraduate Medical School (1967), King’s College, Лондон (1967), Стокхолм (1969), Medizinische Universität в Бон, Германия (1976). От 1990 до 1993 г. преподава в Пловдивския университет. Омъжена е за лекаря проф. Лука Кръстев.
Работи в областта на хистологията, хистохимията, електронната микроскопия на паразити, патоморфология, патогенеза на хелминтози, хистологична и ултраструктурна патология на гостоприемника. Член е на Българското паразитологично дружество, като от 2007 до 2011 г. е председател, Дружеството на хепатолозите в България, Дружеството на хепатолозите в Германия, Европейската федерация на паразитолозите. Носителка е на Златна значка „Отличник на БАН“ (1976), орден „Кирил и Методий“ I ст. (1982), почетен знак на БАН „Марин Дринов“ на лента (2002), почетен знак за заслуги към БАН (2012), награда от Словашката академия на науките за активно международно сътрудничество.
Олга Полякова-Кръстева умира на 29 май 2023 година.